# Abarema leucophylla
Espèce
Synonymes
- Abarema leucophylla var. leucophylla[1]
- Feuilleea leucophylla (Spruce ex Benth.) Kuntze[1]
- Pithecellobium leucophyllum Benth.[1]

Abarema leucophylla est une espèce de plantes à fleurs de la famille des Fabacées.
Selon Plants of the World Online, c'est un synonyme de Jupunba leucophylla. Selon ce site, c'est un arbre ou un arbuste trouvé dans le bassin de l'Amazone au nord du Brésil, en Colombie et au Venezuela. Il pousse en milieu tropical humide. Il sert de nourriture aux populations locales.

## Liste des variétés
Selon Catalogue of Life (24 juillet 2017) :
- variété Abarema leucophylla var. leucophylla